# Le Mesnil-en-Thelle
Le Mesnil-en-Thelle je francouzská obec v departementu Oise v regionu Hauts-de-France. V roce 2010 zde žilo 2 288 obyvatel.

## Vývoj počtu obyvatel
Počet obyvatel 